# Bandeira do Gabão
A bandeira do Gabão foi adotada em 9 de agosto de 1960. É composta de três faixas horizontais simbolizando a floresta equatorial (verde), o sol (amarelo) e o mar (azul). Esta bandeira possui todas as cores da bandeira do Brasil, menos o branco.

## Simbologia
O desenho da bandeira foi inspirado pela geografia do país:
- O verde representa as florestas;
- O azul o oceano Atlântico;
- O amarelo representa o sol e a linha do equador, por isso está posicionada no centro da bandeira.

## Bandeira Antiga
A Bandeira do Gabão em 1959-1960 representava tricolor verde-amarelo-azul com a bandeira da França posicionada no canto superior esquerdo.